# Kreuzkapelle (Dülmen)

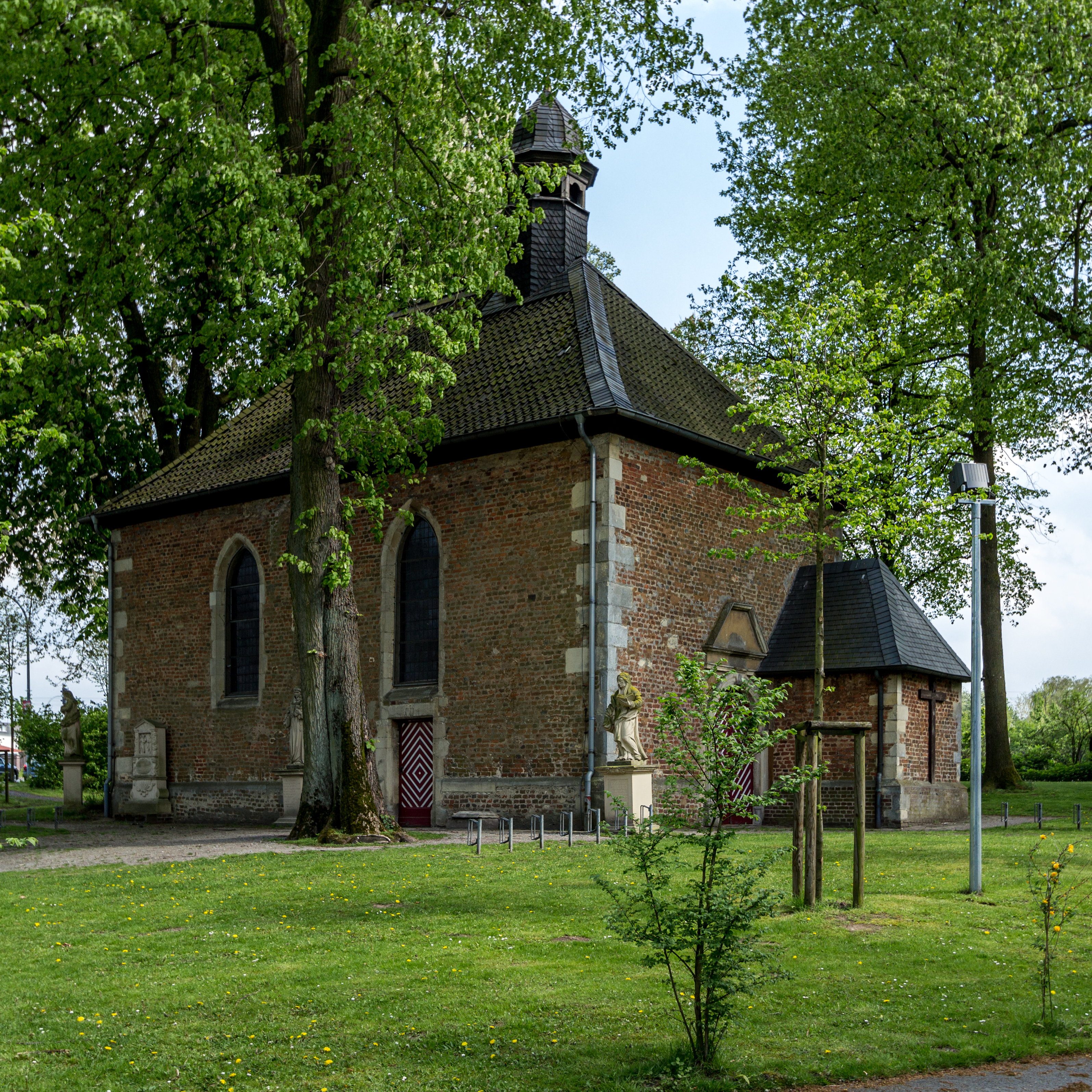
Kreuzkapelle (Dülmen)

Die römisch-katholische, denkmalgeschützte Kreuzkapelle steht in Dülmen, einer Stadt im Kreis Coesfeld von Nordrhein-Westfalen.

## Beschreibung
Die Kapelle aus Backsteinen wurde 1696 anstelle eines älteren Oratoriums für die Kranken des ehemaligen benachbarten Leprosoriums gebaut. Die 1759 abgebrannte Kapelle wurde 1765 wieder aufgebaut. 
Zur Kirchenausstattung gehört ein Altar mit einer Kreuzigungsgruppe aus dem ersten Drittel des 18. Jahrhunderts. Ein Relief mit der Kreuzabnahme, eine Nachbildung eines in der Casa Buonarroti sich befindenden Reliefs wurde mit einer Ädikula gerahmt.